# Mięsień podniebienno-gardłowy

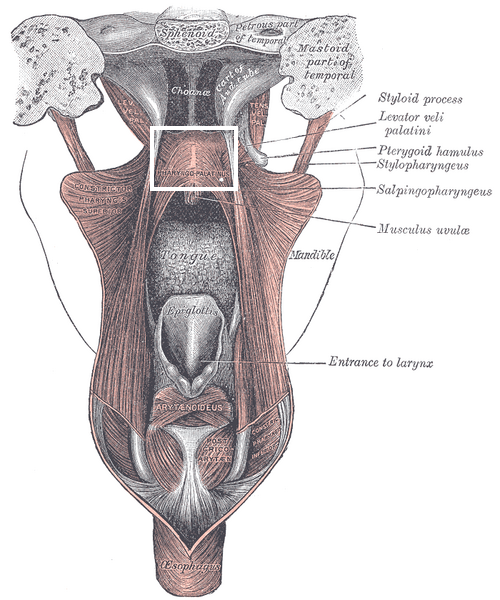
Mięsień podniebienno-gardłowy podpisany pharyngopalatinus.

Mięsień podniebienno-gardłowy (łac. musculus palatopharyngeus) – w anatomii człowieka jeden z mięśni podniebienia miękkiego i gardła, przebiegający w łuku podniebienno-gardłowym. Zaczyna się częściowo w środkowym odcinku podniebienia miękkiego i górnej powierzchni rozcięgna podniebiennego, a częściowo na haczyku wyrostka skrzydłowego kości klinowej i dolnym końcu blaszki przyśrodkowej chrząstki trąbki słuchowej. Biegnie ku tyłowi i w dół, kończąc się na tylnym brzegu chrząstki tarczowatej i tylnej ścianie części krtaniowej gardła. W ścianie gardła łączy się z mięśniem rylcowo-gardłowym, razem z nim tworząc najgłębszą warstwę mięśni gardła. Część zaczynająca się na trąbce słuchowej wyróżniana bywa jako osobny mięsień trąbkowo-gardłowy (musculus salpinopharyngeus).
Unerwiony jest przez splot gardłowy. 
Mięsień podniebienno-gardłowy zbliża do siebie łuki podniebienno-gardłowe, opuszcza podniebienie, unosi krtań, skraca gardło. 